# Hôtel de Donceel
L'hôtel de Donceel est un hôtel particulier du XVIIIe siècle situé en Belgique à Liège au Mont Saint-Martin sur la colline historique de Publémont. 

## Localisation
L'hôtel de Donceel se situe au no 54 du Mont Saint-Martin, dans le quartier Saint-Laurent et sur la colline de Publémont à Liège à proximité de la basilique Saint-Martin. Voie parmi les plus anciennes de la ville de Liège, le Mont Saint-Martin possède un très riche patrimoine architectural. 

## Description
La façade symétrique comprenant cinq travées et trois niveaux a été réalisée en brique à la fin du XVIIIe siècle, sans doute pour l'avocat Arnold-Godefroid de Donceel. La particularité de cette façade est de ne pas posséder de porte d'entrée mais uniquement des baies vitrées de hauteurs dégressives suivant les niveaux avec linteaux en pierre de taille à clé de voûte passante. Les baies du second étage possèdent des garde-corps en fer forgé. Toutes les baies sont munies de volets ajourés. Le pignon oriental possède une imposante structure en colombage. L'entrée de cet hôtel particulier se fait par une porte cochère cintrée avec encadrement en pierre calcaire placée à un peu plus d'un mètre à droite du bâtiment principal dans un mur en brique de la hauteur du rez-de-chaussée.

## Classement
Le bâtiment principal (façades à rue et arrière, mur-pignon en colombage et toiture), le porche d'entrée, la façade avant, la toiture de la conciergerie et fontaine adossée, les parties intérieures: grand salon sis en façade et petit salon contigu, cheminée de marbre de style Régence dans la pièce donnant sur le jardin, départ d'escalier (rez-de-chaussée) et bureau à l'étage sont repris sur la liste du patrimoine immobilier classé de Liège depuis 1991.